# Сломкув-Сухи
Сломкув-Сухи (пол. Słomków Suchy) — село в Польщі, у гміні Врублев Серадзького повіту Лодзинського воєводства.
Населення — 293 особи (2011).
У 1975-1998 роках село належало до Серадзького воєводства.

## Демографія
Демографічна структура станом на 31 березня 2011 року:
|          | Загалом | Допрацездатний вік | Працездатний вік | Постпрацездатний вік |
| -------- | ------- | ------------------ | ---------------- | -------------------- |
| Чоловіки | 144     | 27                 | 98               | 19                   |
| Жінки    | 149     | 22                 | 87               | 40                   |
| Разом    | 293     | 49                 | 185              | 59                   |